# Monocystis ascidiae
Monocystis ascidiae is een soort in de taxonomische indeling van de Myzozoa, een stam van microscopische parasitaire dieren. Het organisme komt uit het geslacht Monocystis en behoort tot de familie Monocystidae. Monocystis ascidiae werd in 1872 ontdekt door Lankester.